# Janez Hribar (1909–1967)
Za druge osebe z istim imenom glej Janez Hribar.
Janez Hribar s partizanskim imenom Tone Pogačnik, slovenski komunist, prvoborec,  politični komisar, politik in narodni heroj, * 4. november 1909, Lož, † 23. oktober 1967, Vrhnika pri Ložu.

## Življenjepis
Hribar je bil pred vojno med organizatorji Društva kmečkih fantov in deklet ter kmečko-delavskega gibanja na Notranjskem. Leta 1939 je postal član KPS. Po okupaciji Jugoslavije je bil med prvimi organizatorji NOB, kateri se je tudi sam priključil. Sprva je bil namestnik poveljnika bataljona, (Šercerjev bataljon), nakar je postal politični komisar Šercerjevega bataljona, Notranjskega in Krimskega odreda ter Šercerjeve brigade, namestnik političnega komisarja 14. divizije, politični komisar  18. divizije ter  9. in 7. korpusa. Na Zboru odposlancev slovenskega naroda v Kočevju je bil izvoljen v plenum OF in v slovensko delegacijo, ki je odšla na II. zasedanje AVNOJa.
Po vojni je opravljal več pomembnih političnih funkcij v CK ZKJ in v vladi LRS v kateri je bil med drugim minister za kmetijstvo, minister brez listnice (do 1949), predsednik Oblastnega ljudskega odbora Ljubljana in predsednik sveta za kmetijstvo in gozdarstvo LRS (1951–1952). Po koncu vojne je bil do 1966 več let član prezidija Ljudske skupščine oz. ter najvišjih organov KP/ZK (1948–62 politbiroja oz. (po 1952) izvršnega komiteja CK KPS/ZKS, do 1964 tudi CK ZKJ) in SZDL ter zvezni poslanec. Bil pa je tudi pobudnik za ustanovitev podjetja Kovinoplastika Lož.
Po njem je poimenovana Osnovna šola heroja Janeza Hribarja v Starem Trgu pri Ložu.

## Odlikovanja
- red narodnega heroja
- red ljudske osvoboditve
- red partizanske zvezde I. stopnje
- red zaslug za ljudstvo I. stopnje
- red bratstva in enotnosti I. stopnje
- red za hrabrost
- red zaslug za ljudstvo II. stopnje
- partizanska spomenica 1941